# مايك دويل (ممثل)
مايك دويل (بالإنجليزية: Mike Doyle)‏ مواليد 16 سبتمبر 1972 في الولايات المتحدة، هو ممثل ومخرج ومنتج وكاتب سيناريو أمريكي بدأ مسيرته الفنية سنة 1994.

## الأعمال
- الشيطان ودانييل وبستر
- قوانين الجاذبية
- بي إس أنا أحبك
- الفانوس الأخضر
- جيرسي بويز
- الدعوة
- ماكس ستيل
- إي آر
- الجنس والمدينة
- إد
- القانون والنظام: الوحدة الخاصة للضحايا
- عقول إجرامية
- ذا غود وايف
- 666 بارك أفينو
- القائمة السوداء

## روابط خارجية
- مايك دويل على موقع IMDb (الإنجليزية)
- مايك دويل على موقع ألو سيني (الفرنسية)
- مايك دويل على موقع أول موفي (الإنجليزية)
- مايك دويل على موقع قاعدة بيانات الأفلام السويدية (السويدية)
- مايك دويل على موقع قاعدة بيانات الفيلم (الإنجليزية)
- مايك دويل على موقع كينوبويسك (الروسية)